# Outeiro (Arceo)
Outeiro (en gallego y oficialmente, O Outeiro) es un lugar español situado en la parroquia de Arceo, del municipio de Boimorto, en la provincia de La Coruña, Galicia.

## Toponimia
El origen del topónimo es el latín altarium, que es una parte alta o elevación del terreno.

## Demografía
| Gráfica de evolución demográfica de Outeiro entre 2000 y 2018 |
|                                                               |
| Datos según el nomenclátor publicado por el INE.              |